# Rivière Willoughby
Pour les articles homonymes, voir Willoughby.
La rivière Willoughby est un affluent de la rivière Barton, coulant sur plus de 18,6 km de long, dans le comté d’Orleans (Vermont), dans le nord de Vermont, aux États-Unis.
Cette rivière coule vers le nord-Ouest, le sud-ouest puis vers le nord-ouest, en traversant les municipalités de Westmore (Vermont) et Brownington. Son cours traverse des zones forestières, agricoles et urbaines.

## Cours
La rivière Willoughby prend sa source sur la rive nord-ouest du Lac Willoughby (longueur: 6,9 km; longueur maximale: 1,3 km; altitude: 356 m). La partie sud du lac est entourée par le Willoughby State Forest. Ce parc naturel comporte le mont Pisgah, le mont Hor et le mont Bartlett.
À partir de l’embouchure du Lac Willoughby, la rivière Willoughby coule sur 18,6 km selon les segments suivants:
- 4,9 km vers le nord-ouest dans la municipalité de Westmore (Vermont), jusqu’au ruisseau Lord (venant du sud) lequel draine le "Stillwater Swamp" situé à l'ouest du lac Willoughby;
- 6,6 km vers le nord-ouest dans la municipalité de Brownington (Vermont) en passant au village de Evansville, Vermont, jusqu’à Brownington Branch (venant du nord-est);
- 4,0 km vers le sud-ouest, en traversant la limite de Orleans, jusqu’à la décharge d’un lac (venant du sud-est);
- 3,1 km vers le nord-ouest en traversant une vallée encaissée, puis une plaine où la rivière délimite la partir nord du village d’Orleans (Vermont) , jusqu’à sa confluence.

## Toponymie
Le terme « Willoughby » constitue un patronyme de famille d'origine anglaise.
Le toponyme anglais "Willoughby River" a été officialisé le 29 octobre 1980 à la GNIS.